# Guake
Guake — выпадающий эмулятор терминала для среды GNOME, всплывает при нажатии определенной комбинации клавиш, затем при нажатии этой же комбинации убирается обратно. Эта особенность напоминает поведение терминала в игре Quake, отсюда программа и берёт своё название. Несмотря на то, что поведение программы похоже на Yakuake или Tilda, приложение было написано полностью «с нуля», с использованием библиотеки Gtk.